# Loco Dice
Yassine Ben Achour, más conocido como Loco Dice, (Túnez, 10 de agosto de 1974) es un DJ tunecino-alemán de música electrónica. Nacido en Túnez, pronto se fue a vivir a Düsseldorf, en Alemania, donde comenzó a producir música en el mundo del hip-hop.

## Discografía

### Álbumes
- Minimal Explosion (2005)
- Time Warp 07 (2007)
- 7 Dunham Place (4x12") Desolat (DMD Discomania), 2009
- Underground Suicide, 2016
- Love Letters, 2018[2]

Nota: "Minimal Explision" es un CD mix de Loco Dice, puesto en 2005 en Mixmag. "Time Warp 07" es otro CD mix.

### Singles
- City Lights / Dynamite Love - Four:Twenty Recordings (2003)
- Phat Dope Shit (PDS) - Four:Twenty Recordings (2003)
- Cellar Door - Four:Twenty Recordings (2003)
- Menina Brasileira - Ovum Recordings (2005)
- Harissa - Cadenza Recordings (2006)
- Carthago - Cocoon Recordings (2006)
- Flight LB 7475 / El Gallo Negro - Ovum Recordings (2006)
- Seeing Through Shadows - M_nus (2006)
- Pimp Jackson Is Talkin' Now!!! (2008)
- Untitled - Desolat (2009)
- Knibbie Never Comes Alone / Loose Hooks - M_nus (2011)
- Toxic - Desolat (2012)
- Roots - Desolat (2018)
- $lammer - Cuttin' Headz (2018)

### Remixes
- Timo Maas - Help Me (Loco Dice Remix) Perfecto Records (2002)
- Mousse T. - Toscano (Loco Dice remix) - Peppermint Jam Germany (2003)
- Layo & Bushwacka! - Life 2 Live (feat Green Velvet - Loco Dice remix) - Olmeto (2006)
- Martin Landsky - 1000 Miles (Loco Dice remix) - Poker Flat Recordings (2006)
- Mr G Funk - Get U Down (Loco Dice remix) - Klang (2006)
- Dani KOENIG - Hard South Americans (Loco Dice Chunk The Funk remix) - Four Twenty (2006)
- Terre Thaemlitz - Social Material/Class (Loco Dice remix) - Mule Electronic (2007)
- Dennis Ferrer - Son Of Raw (Loco Dice remixes) - Objektivity (2007)
- Kevin Saunderson - Bassline (Loco Dice remix) - Planet E (2007)
- Kabale und Liebe & Daniel Sanchez - Mumbling Yeah (Loco Dice Tribute remix) - Remote Area (2008)
- Layo & Bushwacka! - Life2Live (Loco Dice remix) - Olmeto (2008)
- Onur Özer - Eclipse (Loco Dice Remix) - Vakant (2008)
- Riz MC - Radar (Loco Dice In The Box remix) - Crosstown Rebels (2008)
- Tripmastaz "Roll Dat" (Loco Dice Mix) Magnetic, 2011
- Moby "Go" (Loco Dice Mo' Strings Remix) 2016
- Skrillex, Boys Noize & Ty Dolla Sign "Midnight Hour" (Loco Dice Remix) 2019[3]